# Rutilia simplex
Rutilia simplex är en tvåvingeart som beskrevs av Malloch 1936. Rutilia simplex ingår i släktet Rutilia och familjen parasitflugor. Inga underarter finns listade i Catalogue of Life.